# Новгород-Сіверська духовна семінарія
Новгород-Сіверська духовна семінарія — навчальний заклад, відкритий у вересні 1785 єпископом Іларіоном Кондратковським у Новгород-Сіверському Спасо-Преображенському монастирі у зв'язку зі створенням Новгород-Сіверської єпархії. Успадкувала і продовжила культурно-освітню традицію, започатковану Новгород-Сіверським єзуїтським колегіумом (1636–48), Новгород-Сіверською слов'яно-латинською школою (1667–89), а також Переяславським колегіумом (1738 –85), звідки, після його закриття, до Новгорода-Сіверського було переведено провідних викладачів. Першим ректором був відомий церковний діяч Варлаам Шишацький — член патріотичного Новгород-Сіверського гуртка. Діяли класи граматики, піїтики, риторики, філософії та богослов'я, в яких навчалися переважно вихідці з місцевого духовенства (у 1786 — понад 280 осіб, у 1790 — бл. 470). Припинила діяльність 1797 після ліквідації Новгород-Сіверської єпархії.